# Alegrinho
O alegrinho (Serpophaga subcristata) é uma espécie de ave passeriforme brasileira da família dos tiranídeos. Tais aves medem cerca de 10 cm de comprimento, tendo a parte superior cinza-esverdeada e inferior branco-amarelada. São conhecidas ainda pelos nomes de alegrinho-do-leste, joão-bobo e modestinho.